# Hospitalsenhed Midt
Hospitalsenhed Midt er den næststørste af fem hospitalsenheder i Region Midtjylland. Enheden blev dannet d. 1. april 2011 gennem en sammenlægning af regionshospitalerne i Viborg, Silkeborg og Skive samt Hammel Neurocenter. Samlet har Hospitalsenhed Midt 4.300 ansatte årsværk (fordelt på 4.900 medarbejdere). Årligt behandles mere end 372.000 ambulante patienter, og der udskrives mere end 45.000 patienter efter indlæggelse. Hospitalsledelsen og hospitalsdirektør Lars Dahl Pedersen er placeret på Regionshospitalet Viborg, som er enhedens største hospital.
Hovedfunktionen for Hospitalsenhed Midt er at være primært optageområde for samlet 231.000 borgere i Viborg, Silkeborg og Skive kommuner. Enheden rummer dog også regionsfunktioner indenfor reumatologi, karkirurgi, fedmekirurgi, mammakirurgi, rygkirurgi, nyresten, kardiologi, neurologi, lungekræft. Dertil kommer højtspecialiserede funktioner for Jylland og Fyn varetaget af Vestdansk Center for Rygmarvsskade i Viborg og af Hammel Neurocenter.
Som et resultat af udviklingen frem mod en ny hospitalsstruktur i Region Midtjylland udbygges Regionshospitalet Viborg i øjeblikket (2014) for 1,15 mia. kr., der er bevilget af regeringens Kvalitetsfond og Region Midtjylland. Det samlede etageareal på Regionshospitalet Viborg vokser dermed frem mod 2018 fra 95.000 m2 til 117.000 m2.

## Organisation

### Historie
Det daværende Viborg Amt førte fra starten af 1990’erne en politik om at samle amtets hospitalsaktiviteter på færre enheder. Politikken førte i 2000 til en fusion af Viborg og Kjellerup Sygehuse under navnet Viborg-Kjellerup Sygehus, og i 2003 indgik også Skive Sygehus i fusionen, hvorefter navnet blev Sygehus Viborg. Organisationen videreførtes efter dannelsen af Region Midtjylland i 2007, og hvert enkelt hospital fik nu betegnelsen regionshospital. Regionshospitalet Kjellerup nedlagdes i 2010, og dets aktiviteter blev flyttet til Viborg. I 2011 sammenlagdes de to tilbageværende hospitaler, Regionshospitalet Viborg og Skive, med Regionshospitalet Silkeborg og Hammel Neurocenter til Hospitalsenhed Midt.

### Hospitalsbyggeri i Viborg 2011-18
|  | Fremtidig bygning Denne artikel omhandler en bygning, der er under opførelse. Det er derfor muligt, at indholdet er af spekulativ natur, og ligeledes, at indholdet kan ændre sig markant efterhånden som flere oplysninger bliver tilgængelige. |

Med henblik på at samle yderligere specialer i Viborg bevilgede regeringens Kvalitetsfond og Region Midtjylland i 2009-10 1,15 mia. kr. til byggeriet af en hospitalsudvidelse på Regionshospitalet Viborg, hvilket frem mod 2018 vil øge hospitalets etageareal fra 95.000 m2 til 117.000 m2. Det nye byggeri skal rumme akutmodtagelse, operationsfaciliteter, billediagnostik, ambulatorier, sengefaciliteter og et auditorium. Forud for dette har andre byggerier fundet sted: et patienthotel blev indviet i 2006, en opsigtsvækkende vandret elevator, der forbinder patienthotellet med hospitalet, blev indviet i 2007, et nyt Patalogisk Institut blev indviet i 2011, et ny parkeringshus i 2012, og i 2014 blev en udvidelse af Vestdansk Center for Rygmarvsskade også indviet. Samtidig forbedres adgangsforholdene til hospitalet gennem anlæggelsen af en såkaldt Banevej på en ca. en km lang strækning på baneterrænet ved Viborg Banegård og Viborg Baneby.

### Nøgletal[7]
- Regionshospital Viborg: Grundlagt 1856, 2.912 ansatte i 2013, 377 senge i 2014.
- Regionshospital Silkeborg: Grundlagt ?, 1.290 ansatte i 2013, 122 senge i 2014.
- Regionshosptial Skive: Grundlagt 1854, 142 ansatte i 2013, 38 senge i 2014.
- Hammel Neurocenter: Grundlagt 1884/1970, 629 ansatte i 2013, 93 senge i 2014.

## Patientbehandling og forskning

### Specialer
Patientbehandlingen på Hospitalsenhed Midt er fordelt på hovedfunktioner, regionale og nationale specialer, som det ses i tabellen nedenfor. I 2016 kommer 60 % af hospitalsenhedens patienter fra det primære optageområde, og som følge af de regionale og nationale specialer kommer 40 % af patienterne fra andre områder.
| Afdelinger          | Viborg | Silkeborg                                                                               | Skive                                                                          | Hammel             |
| ------------------- | --- | --------------------------------------------------------------------------------------- | ------------------------------------------------------------------------------ | ------------------ |
| Akutfunktion        | Skadestue | Akutklinik                                                                              | Akutklinik                                                                     |                    |
| Regionale specialer | Billeddiagnostisk afd., børneafdeling, hjertemedicinsk afd., karkirurgisk afd., klinisk biokemisk afd., klinisk fysiologisk afd., kvindeafdeling, medicinsk afd., Mikrobiologisk afd. Midt-Vest, neurologisk afd., ortopædkirurgisk afd., patologisk institut, regional specialtandpleje, urologisk afd., øjenklinik, brystkirurgisk afd. | Center for planlagt kirurgi, Diagnostisk Center, klinisk biokemisk afd., kvindeafdeling | Billeddiagnostisk afd., klinisk biokemisk afd., kvindeafdeling, medicinsk afd. |                    |
| Nationale specialer | Vestdansk Center for Rygmarvsskade |                                                                                         |                                                                                | Hammel Neurocenter |
| Forskningsenheder   | Center for sygeplejeforskning, Fagbiblioteket | Center for planlagt kirurgi, Diagnostisk Center                                         |                                                                                | Hammel Neurocenter |
| Øvrige              | Patienthotel, hospitalsapotek | Patienthotel                                                                            |                                                                                |                    |

### Forskning
Udover at tilbyde patientbehandling udøver Hospitalsenhed Midt også forskning, der indgår i et etableret samarbejde imellem Region Midtjylland og Aarhus Universitet. Forskningen på hospitalsenheden er særligt koncentreret om rehabilitering af patienter med skader i nervesystemet, hjerte- og karsygdomme, rationel diagnostik, klinisk sygepleje og akutmedicin. På hospitalsenheden er der ansat tre professorer i neurorehabilitering, en adjungeret professor i karkirurgi, lidt over 50 medarbejdere med en medicinsk doktorgrad og 25 ph.d.-studerende. Årligt publicerer hospitalsenhedens videnskabelige personale omkring 100 videnskabelige artikler. Som centrum for forskningen har Hospitalsenhed Midt en række forskningsenheder som vist i tabellen ovenfor og et kirurgisk forsknings- og øvelaboratorium på Forskningscenter Foulum. På Regionshospitalet i Viborg findes derudover et fagbibliotek, som også benyttes af Hospitalsenhed Horsens, Hospitalsenheden Vest, Regionshospitalet Randers og Regionspsykiatrien Viborg-Skive.